# Aragarças
Aragarças là một đô thị thuộc bang Goiás, Brasil. Đô thị này có diện tích 711,649 km², dân số năm 2007 là 18698 người, mật độ 26,3 người/km².